# Cormac Liathánach mac Diarmata
Cormac Liathánach mac Diarmata (mort en 1177) est un membre de la dynastie Mac Carthy, 5e roi de Desmond, il usurpe le trône de 1175 à 1176.

## Contexte
Cormac Liathánach mac Diarmata dont le surnom signifie « le Pâle » est le fils aîné de Diarmait mac Cormaic. 
En 1175 il détrône et emprisonne son père et usurpe le royaume de Desmond. Diarmait fait alors appel à Raymond le Gros, homme lige et fidèle sujet d'Henri II d'Angleterre. Les troupes anglo-normandes se rassemblent rapidement et Raymond à leur tête ne restaure pas seulement Diarmait dès 1176 mais il s'empare du bétail et des provisions qui sont remises à la garnison de Limerick. Cela semble démontre que le traité de Windsor était signé et que Henri pouvait s'appuyer sur Richard FitzGilbert de Clare et Raymond pour le mettre en œuvre.  
Cormac Liathánach tué l'année suivant par les Ó Donoghue mais il est le père de Cormac Óc Liathánach 9e roi de Desmond de 1211 à 1244.

## Source
- (en) T.W Moody, F.X. Martin et F.J. Byrne, A New History of Ireland IX Maps, Genealogies, Lists. A companion to Irish History part II, Oxford, Oxford University Press, 2011, 690 p. (ISBN 978-0-19-959306-4).
- (en) W.F. Butler,  The Pedigree and Succession of the House of Mac Carthy Mór, with a Map. The Journal of the Royal Society of Antiquaries of Ireland, vol. 11, no. 1, 1921, pp. 32–48. JSTOR, www.jstor.org/stable/25514588. Consulté le  29 avril 2020.